# IWA Mid-South Heavyweight Championship
Il IWA Mid-South Heavyweight Championship è il titolo principale della IWA Mid-South, federazione di wrestling basata a Louisville. Il titolo è nato nel 1997 quando Tower of Doom vinse un torneo con 8 wrestler.

## Albo d'oro
| Wrestler                        | Volte   | Data              | Località             | Note |
| ------------------------------- | ------- | ----------------- | -------------------- | --- |
| Tower of Doom                   | 1       | 3 aprile 1997     | Louisville, Kentucky | Sconfiggendo Ox Harley e Bull Pain in finale di torneo.                                                         |
| Doug Gilbert                    | 1       | 24 aprile 1997    | Louisville, KY       | |
| Ian Rotten                      | 1       | 19 luglio 1997    | Louisville, KY       | |
| Bull Pain                       | 1       | 31 luglio 1997    | Louisville, KY       | |
| Tracy Smothers                  | 1       | 11 settembre 1997 | Louisville, KY       | |
| Salvatore Sincere               | 1       | 18 settembre 1997 | Louisville, KY       | |
| Bull Pain                       | 2       | 4 novembre 1997   | Louisville, KY       | |
| Buddy Landel                    | 1       | 7 novembre 1997   | Lexington KY         | |
| Bull Pain                       | 3       | 8 novembre 1997   | Bardstown KY         | |
| Vacante                         | Vacante | 11 novembre 1997  |                      | Vacante dopo un match contro Paul Diamond.                                                                      |
| Bull Pain                       | 4       | 9 dicembre 1997   | Louisville, KY       | Sconfiggendo Diamond in un rematch.                                                                             |
| Axl Rotten                      | 1       | 13 febbraio 1998  | Lexington, KY        | |
| Vacante                         | Vacante | 24 aprile 1998    | Louisville, KY       | |
| Ox Harley                       | 1       | 24 aprile 1998    | Louisville, KY       | Sconfiggendo Harry Palmer per vincere il titolo vacante.                                                        |
| The Midnight Rider (Ian Rotten) | 2       | 28 aprile 1998    | Louisville, KY       | Sconfiggendo Tower of Doom, che aveva l'autorità di difendere il titolo di Harley.                              |
| Billy Joe Eaton                 | 1       | 12 luglio 1998    | Kalamazoo, Michigan  | |
| Ian Rotten                      | 3       | 30 luglio 1998    | Louisville, KY       | |
| Harry Palmer                    | 1       | 6 agosto 1998     | Louisville, KY       | |
| Corporal Robinson               | 1       | 13 novembre 1998  | West Point, Kentucky | |
| Ian Rotten                      | 4       | 4 dicembre 1998   | Salem, Indiana       | |
| Corporal Robinson               | 2       | 6 gennaio 1999    | Charlestown, Indiana | |
| Ian Rotten                      | 5       | 7 gennaio 1999    | Louisville, KY       | |
| Suicide Kid                     | 1       | 14 gennaio 1999   | Louisville, KY       | |
| Chip Fairway                    | 1       | 21 gennaio 1999   | Louisville, KY       | |
| Suicide Kid                     | 2       | 28 gennaio 1999   | Louisville, KY       | |
| Vacante                         | Vacante | 2 febbraio, 1999  |                      | Vacante dopo un match contro Chip Fairway.                                                                      |
| Chip Fairway                    | 2       | 3 febbraio 1999   | Charlestown, IN      | Sconfiggendo Suicide Kid in un rematch.                                                                         |
| Ian Rotten                      | 6       | 29 aprile 1999    | Salem, IN            | Sconfiggendo Dean Baldwin, che sostituiva Fairway.                                                              |
| Rollin' Hard                    | 1       | 7 agosto 1999     | Oolitic, Indiana     | |
| Madman Pondo                    | 1       | 29 settembre 1999 | Louisville, KY       | |
| 2 Tuff Tony                     | 1       | 23 febbraio, 2000 | Charlestown, IN      | |
| Blaze                           | 1       | 25 marzo 2000     | Charlestown, IN      | |
| Axl Rotten                      | 2       | 1º aprile 2000    | Charlestown, IN      | |
| Vacante                         |         |                   |                      | |
| Rollin' Hard                    | 2       | 10 giugno 2000    | Charlestown, IN      | Sconfiggendo Ian Rotten in finale di torneo.                                                                    |
| Ian Rotten                      | 7       | 24 giugno 2000    | Charlestown, IN      | |
| Rollin' Hard                    | 3       | 1º luglio 2000    | Charlestown, IN      | |
| Mitch Page                      | 1       | 31 luglio 2000    |                      | Premiato del titolo a causa dell'impossibilità di Rollin' Hard di difendere il titolo a causa di un infortunio. |
| Bull Pain                       | 5       | 5 agosto 2000     | Charlestown, IN      | |
| Vacante                         | Vacante | 9 settembre 2000  | Charlestown, IN      | Vacante dopo che Pain saltò uno show.                                                                           |
| Harry Palmer                    | 2       | 22 settembre 2000 | Charlestown, IN      | Sconfiggendo Cash Flo in finale di torneo.                                                                      |
| Vacante                         | Vacante | 23 settembre 2000 | Charlestown, IN      | Vacante dopo un match contro Cash Flo.                                                                          |
| Harry Palmer                    | 3       | 27 settembre 2000 | Charlestown, IN      | Sconfiggendo Cash Flo e Rollin' Hard in un match a tre.                                                         |
| Suicide Kid                     | 3       | 13 ottobre 2000   | Charlestown, IN      | |
| Vacante                         | Vacante | 21 ottobre 2000   | Charlestown, IN      | Vacante dopo un match contro Todd Morton.                                                                       |
| Todd Morton                     | 1       | 25 ottobre 2000   | Charlestown, IN      | Sconfiggendo Suicide Kid in un rematch.                                                                         |
| Ian Rotten                      | 8       | 6 dicembre 2000   | Charlestown, IN      | |
| Cash Flo                        | 1       | 30 dicembre 2000  | Charlestown, IN      | |
| Blaze                           | 2       | 7 febbraio 2001   | Charlestown, IN      | |
| 2 Tuff Tony                     | 2       | 2 marzo 2001      | Charlestown, IN      | |
| Mitch Page                      | 2       | 7 aprile 2001     | Charlestown, IN      | Sconfiggendo 2 Tuff Tony e Rollin' Hard in un match a tre.                                                      |
| Trent Baker                     | 1       | 19 maggio 2001    | Charlestown, IN      | |
| Hido                            | 1       | 14 luglio 2001    | Charlestown, IN      | Sconfiggendo Baker e Chip Fairway in un match a tre.                                                            |
| Vacated                         | Vacated | 18 luglio 2001    | Charlestown, IN      | Vacante dopo la sconfitta di Hido contro Necro Butcher in un "loser leaves town" match.                         |
| Suicide Kid                     | 4       | 21 luglio 2001    | Charlestown, IN      | Sconfiggendo Mitch Page in finale di torneo.                                                                    |
| Trent Baker                     | 2       | 4 agosto 2001     | Charlestown, IN      | |
| Chris Hero                      | 1       | 20 ottobre 2001   | Charlestown, IN      | |
| CM Punk                         | 1       | 5 dicembre 2001   | Indianapolis         | |
| Eddie Guerrero                  | 1       | 1º marzo 2002     | Indianapolis, IN     | Sconfiggendo CM Punk e Rey Mysterio in un match a tre.                                                          |
| CM Punk                         | 2       | 2 marzo 2002      | Morris, Illinois     | |
| Colt Cabana                     | 1       | 19 aprile 2002    | Dayton, OH           | Sconfiggendo Eddie Guerrero e CM Punk in un match a tre.                                                        |
| Chris Hero                      | 2       | 12 luglio 2002    | Clarksville, Indiana | |
| M-Dogg 20                       | 1       | 5 ottobre 2002    | Clarksville, IN      | |
| CM Punk                         | 3       | 26 ottobre 2002   | Clarksville, IN      | Sconfiggendo M-Dogg 20 durante un gauntlet match.                                                               |
| B.J. Whitmer                    | 1       | 2 novembre 2002   | Clarksville, IN      | Sconfiggendo CM Punk nelle finali del Ted Petty invitational.                                                   |
| CM Punk                         | 4       | 14 dicembre 2002  | Clarksville, IN      | |
| Chris Hero                      | 3       | 7 febbraio 2003   | Clarksville, IN      | Sconfiggendo CM Punk in un 2 out of 3 falls match durato 93 minuti.                                             |
| Mark Wolf                       | 1       | 7 giugno 2003     | Clarksville, IN      | |
| Vacante                         | Vacante | 12 luglio 2003    | Clarksville, IN      | Titolo vacante a causa di numerosi infortuni a Wolf.                                                            |
| Chris Hero                      | 4       | 12 luglio 2003    | Clarksville, IN      | Sconfiggendo Danny Daniels.                                                                                     |
| Danny Daniels                   | 1       | 2 agosto 2003     | Clarksville, IN      | |
| Jerry Lynn                      | 1       | 16 gennaio 2004   | Oolitic, IN          | |
| B.J. Whitmer                    | 2       | 9 aprile 2004     | Oolitic, IN          | |
| Petey Williams                  | 1       | 29 maggio 2004    | Highland, Indiana    | |
| Arik Cannon                     | 1       | 18 settembre 2004 | Highland, IN         | |
| Vacante                         | Vacante | 21 ottobre 2004   | Evansville, Indiana  | Titolo vacante a causa di un infortunio di Cannon.                                                              |
| A.J. Styles                     | 1       | 21 ottobre 2004   | Evansville, IN       | Sconfiggendo Petey Williams, Christopher Daniels e Chris Sabin in un match a quattro.                           |
| CM Punk                         | 5       | 23 ottobre 2004   | Highland, IN         | |
| Danny Daniels                   | 2       | 4 febbraio 2005   | Valparaiso, Indiana  | |
| Jimmy Jacobs                    | 1       | 1º aprile 2005    | Herrin Illinois      | |
| Arik Cannon                     | 2       | 21 gennaio 2006   | Midlothian Illinois  | |
| Darin Corbin                    | 1       | 22 aprile 2006    | Midlothian, IL       | |
| Trik Davis                      | 1       | 3 giugno 2006     | Plainfield, Indiana  | Sconfiggendo Corbin e Arik Cannon in un match a tre.                                                            |
| Toby Klein                      | 1       | 17 giugno 2006    | Streamwood, Illinois | Ottenendo il match al titolo dopo aver eliminato Chris Hero nella battle royal della notte precedente.          |